# أودايار (الطبقة)
"أودايار" هو لقب يستخدمه العديد من الطوائف في ولاية تاميل نادو ، الهند. 

## الدِين
في رامناد والمناطق المجاورة مثل بودوكوتاي ومادوراي وسالم وناماكال وتانجور وتريشي ، فإنهم وعدد قليل من مجموعات الطوائف المارافارية بارزون في عبادتهم الدينية للمزار في أوريور الذي يخلد ذكرى جون دي بريتو ، المبشر اليسوعي البرتغالي والشهيد في القرن السابع عشر. يقول راج، "إن إحدى السمات البارزة طائفة بريتو هي أنها تركز حول الهويات الطائفية بدلاً من الانتماء الديني"، وبالتالي فإن أعضاء المجموعة الطبقية، بغض النظر عن انتمائهم الديني، يعتبرون بريتو قائد عشيرتهم. 

## شخصيات بارزة
- شانايا أوديار (توفى عام 2007)، سياسي هندي
- ن.كاروبانا أوديار ، سياسي هندي
- إن بي في راماسامي عديار (1936–1998)، رجل صناعة هندي
- تي إس سواميناثا أودايار ، سياسي هندي

## قراءة إضافية
- Burkhart، Geoffrey (يونيو 1972). "Ranges of Endogamy in a Tamil Group". Indian Anthropologist. ج. 2 ع. 1: 1–6. JSTOR:41919203.
- Burkhart، Geoffrey (يناير 1976). "On the absence of descent groups among some Udayars of South India". Contributions to Indian Sociology. ج. 10 ع. 1: 31–61. DOI:10.1177/006996677601000102. S2CID:143260084.